# Archipiélago del lago Vänern
El archipiélago del lago Vänern es una reserva de la biosfera designada en el año 2010, que abarca parte de la cuenca hidrológica del lago Vänern, en Suecia. Afecta a los municipios de Götene, Lidköping y Mariestad. El lago Vänern, con 350 kilómetros de largo es el de mayor tamaño de Suecia y tercero de Europa. En la parte occidental de la zona se encuentra Hindens rev, una larga morrena glaciar que se extiende hasta 5 km dentro del lago. En el centro de este lugar se encuentra el monte Kinnekulle. Al suroeste hay una marisma con gran riqueza de especies, llamada Skebykärret. En sus orillas hay carrizos y gran diversidad de aves. En este lugar viven alrededor de 60.000 personas. 
Su altitud es de 44 m s. n. m. La superficie total son 278.600 hectáreas, de las que el núcleo son 16.281, 40.876 a la zona deprotección y 221.443 a la zona de transición. En esta última hay varias ciudades, entre ellas Mariestad. Las actividades económicas de la zona son: la pesca, la agricultura, la silvicultura y el turismo. 